# 清水町 (高知県)
清水町（しみずちょう）は高知県幡多郡にあった町。
現在の土佐清水市の中心部にあたる。本項では発足時の名称である清松村（きよまつそん）、町制前の名称である清水村（しみずそん）についても述べる。

## 地理
- 海洋：太平洋
- 山岳：九輪山、鷹取山、白滝山、白皇山
- 河川：加久見川、大岐川
- 岬：足摺岬

## 歴史
- 1889年（明治22年）4月1日 - 町村制の施行により、清水村・養老村・加久見村・浦尻村・横道村・松尾村・伊佐村・大浜村・中ノ浜村・越村が合併して清松村が発足。
- 1924年（大正13年）
  - 7月1日 - 清松村が改称して清水村となる。
  - 9月15日 - 清水村が町制施行して清水町となる。
- 1941年（昭和16年）4月1日 - 上灘村を編入。
- 1954年（昭和29年）11月3日 - 下ノ加江町・三崎町・下川口町と合併して土佐清水市が発足。同日清水町廃止。